# Wstęga Newtona

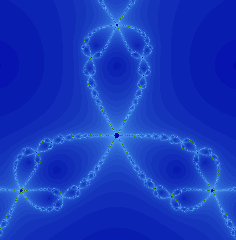
Fraktal Newtona dla

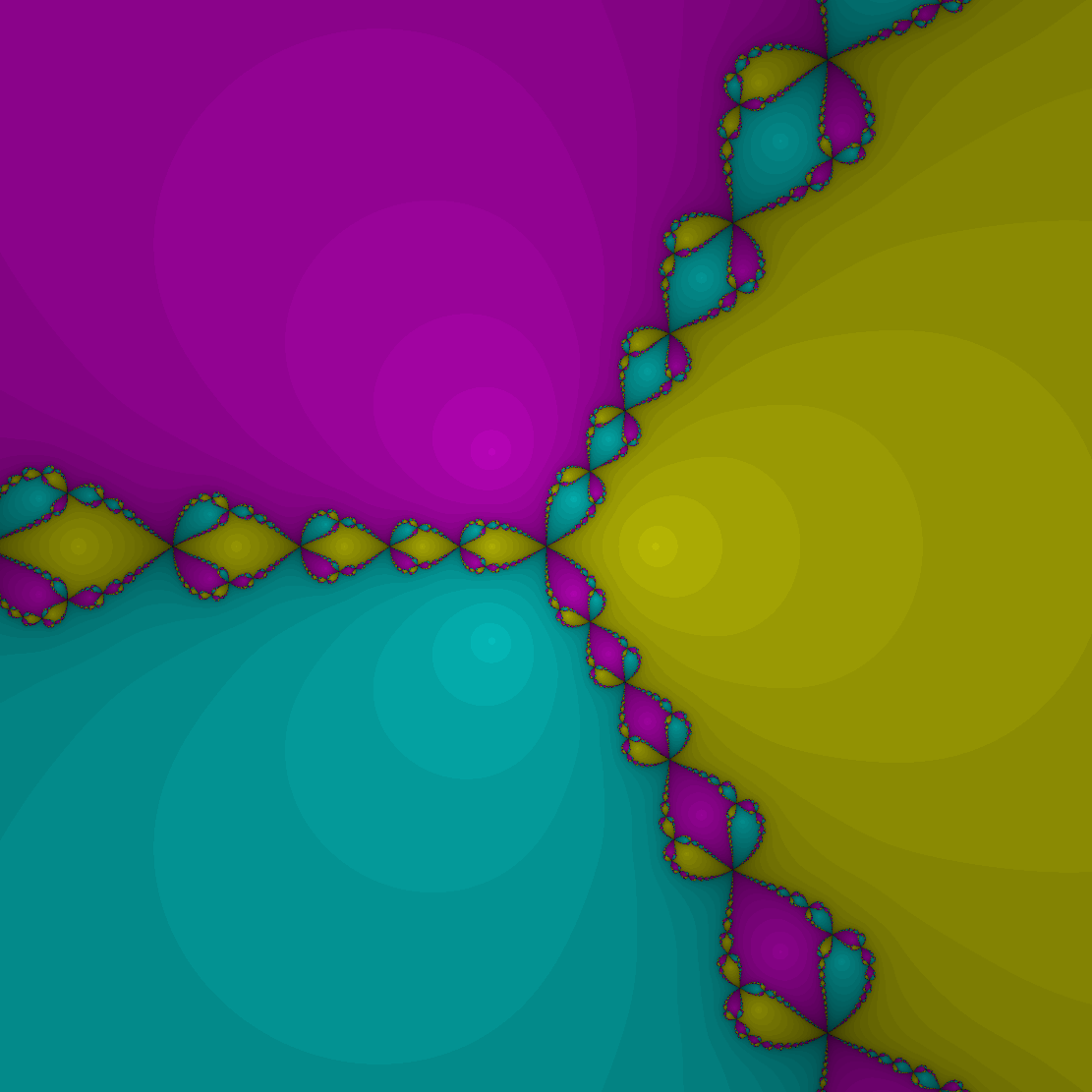
Fraktal Newtona dla z³ – 1 = 0

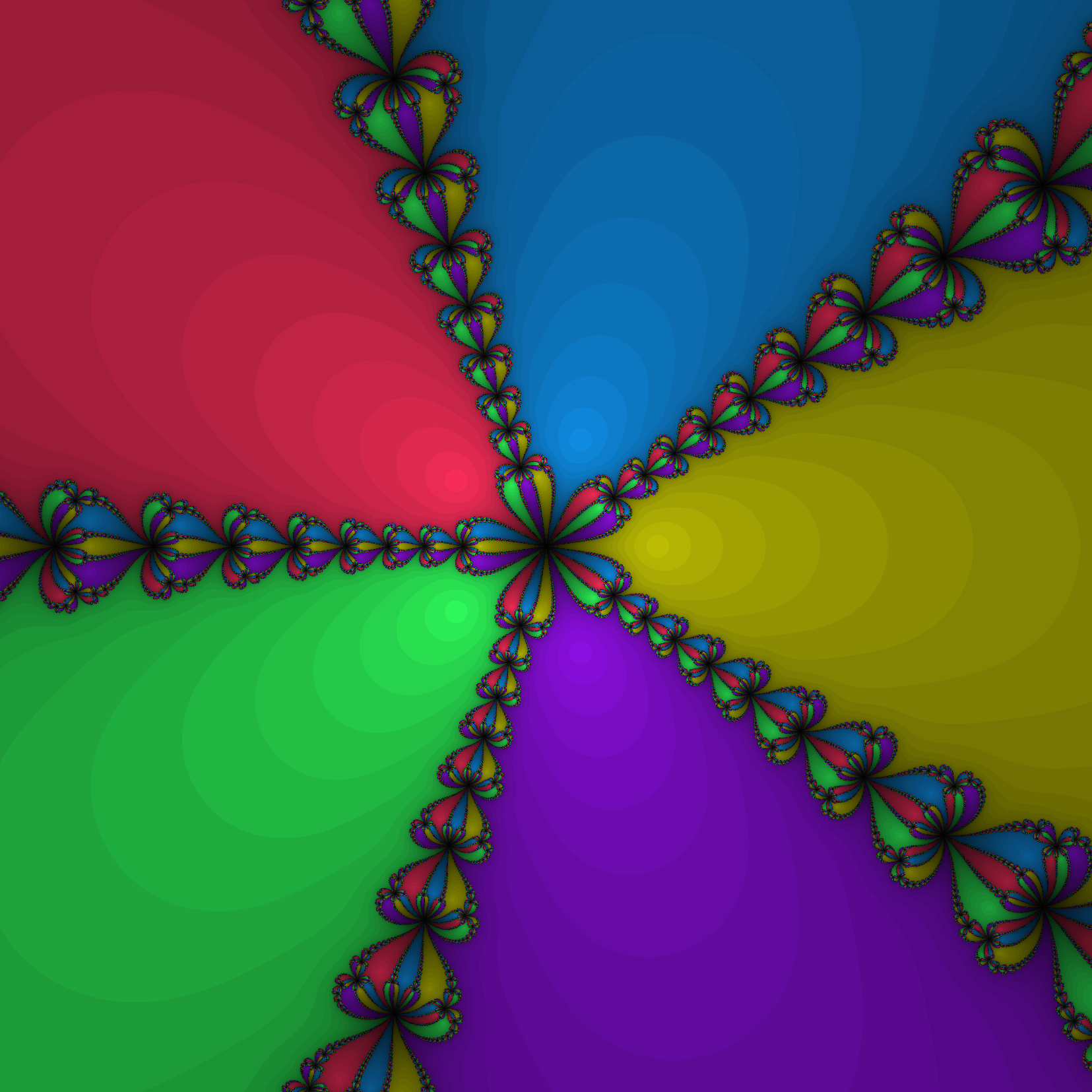
Fraktal Newtona dla równania

Wstęga Newtona (znany też jako fraktal Newtona albo basen Newtona) – zbiór Julii meromorficznej funkcji {\displaystyle z\mapsto z-{\tfrac {p(z)}{p'(z)}},} która jest dana przez metodę Newtona, dla wielomianów {\displaystyle p(Z)\in \mathbb {C} [Z].}
Fraktale Newtona otrzymuje się w następujący sposób: niech {\displaystyle \zeta _{1},\zeta _{2},\dots ,\zeta _{n}} będą pierwiastkami wielomianu {\displaystyle p(z),} gdzie {\displaystyle n=deg(p).} Każdemu z nich przypisujemy inny kolor, odpowiednio {\displaystyle c_{1},c_{2},\dots ,c_{n}.} Dodatkowo wybieramy jeszcze kolor {\displaystyle c_{n+1}.}
Następnie wybieramy jakiś zbiór {\displaystyle w} punktów na płaszczyźnie zespolonej i każdy rysujemy kolorem c(w), gdzie procedura wybierania c(w) jest następująca:
1. {\displaystyle z_{0}=w;z_{k+1}=z_{k}-{\frac {p(z_{k})}{p'(z_{k})}}} (dla {\displaystyle k\geqslant 0}),
2. jeśli {\displaystyle \lim _{n->\infty }{z_{n}}=\zeta _{k},} to {\displaystyle c(w)=c_{k}.} Jeśli nie istnieje takie {\displaystyle \zeta _{k}} (czyli metoda nie zbiega dla danego {\displaystyle z_{0},} to {\displaystyle c(w)=c_{n+1}}).